# Dieter Lau (Agrarwissenschaftler)
Dieter Lau (* 2. Februar 1939)  ist ein deutscher Agrarwissenschaftler.
Nach Landwirtschaftslehre und Studium an der Humboldt-Universität zu Berlin war er seit 1954 in der Forschungsstelle für Getreidezüchtung Hadmersleben, dem späteren Bereich Züchtung des Institutes für Getreideforschung Bernburg-Hadmersleben der Deutschen Akademie der Landwirtschaftswissenschaften der DDR zu Berlin tätig. Er wurde wissenschaftlicher Abteilungsleiter im Institut für Getreideforschung der Akademie der Landwirtschaftswissenschaften. Für seine herausragenden Leistungen bei der Züchtung neuer Getreidesorten erhielt er 1976 den Nationalpreis I. Klasse, gemeinsam mit den Agrarwissenschaftlern Hans-Dieter Koch, Friedrich Wolfgang Porsche, Wassyl Remeslo, Erdmute Specht und Georg Szigat, und 1986 den Nationalpreis II. Klasse der DDR. Am 7. Oktober 1989 wurde er noch als Hervorragender Wissenschaftler des Volkes geehrt. Nach der Abwicklung 1991/2 arbeitete er bis 2004 in der Saatzucht Hadmersleben GmbH.

## Schriften
- Hans Stubbe; Heinz Kress; Dieter Lau; Wolfgang Porsche; Erich Toepel; Herbert Müller: Zum Stand der Getreidezüchtung in der Deutschen Demokratischen Republik, Berlin 1965
- Die Qualitätsmerkmale der Braugerste: ihre züchterische Bedingtheit und Beeinflußbarkeit (1970)
- Resistenzzüchtung bei Winterweizen, Gerste und Roggen, Berlin 1982

| Personendaten    | Personendaten                  |
| ---------------- | ------------------------------ |
| NAME             | Lau, Dieter                    |
| KURZBESCHREIBUNG | deutscher Agrarwissenschaftler |
| GEBURTSDATUM     | 2. Februar 1939                |